# Cal Look

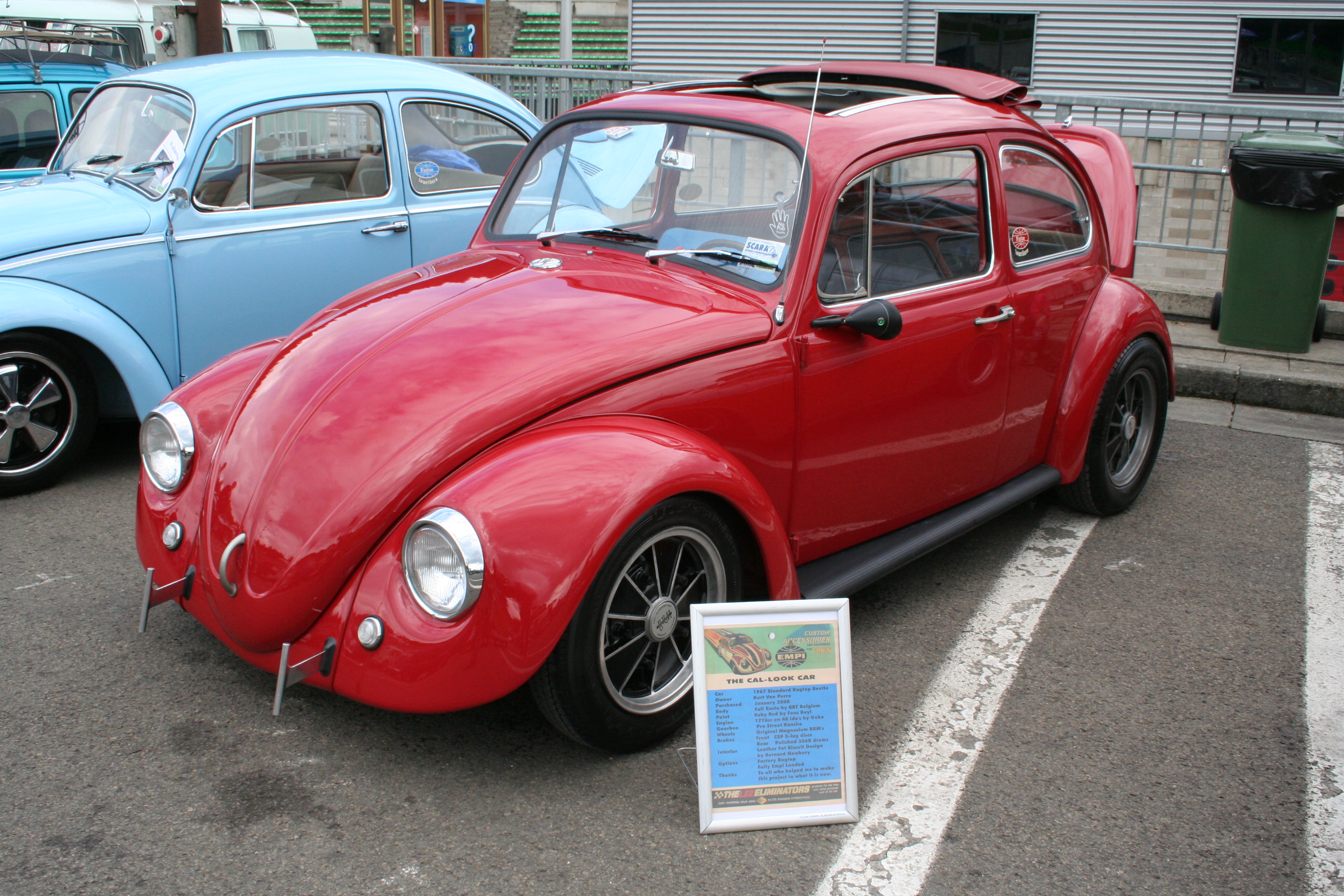
VW Beetle в стиле Cal Look

Cal Look — направление в автомобильном тюнинге, зародившееся в Калифорнии в конце 1960-х годах. Поклонники данного стиля считают, что Cal Look’ом может называться только модифицированный (в традициях стиля) автомобиль Volkswagen с воздушным охлаждением двигателя.

## История

### Появление стиля
В южных штатах США (в частности в Калифорнии) владельцы «фольксвагенов» с двигателями воздушного охлаждения стали стилизовать свои машины под болиды чемпионата NHRA (National Hot Rod Association) по дрэг-рейсингу, попутно стараясь улучшить динамические характеристики.

### Новые направления
Пока одни строили свои болиды, кто-то из тусовки[стиль] лоурайдеров обратил внимание на «фольксвагены» с их классическими линиями кузова. Оригинальные кузова и салоны, низкая подвеска, множество аксессуаров того периода. Движение получило название Resto cal. Парни[стиль] из Cal-look тусовки[стиль] считали такие проекты низкобюджетными и не достойными уважения, известно[кому?] много историй открытого противостояния. Бытовало мнение о криминальности Resto-cal тусовки[стиль], что сделало её, в некоторой степени, подпольной. Но со временем Resto cal получила-таки признание[у кого?], наряду с такими явлениями, как рэп-музыка, граффити и другими атрибутами городской жизни.